# Hervé-Maria Le Cléac’h
Hervé Marie Le Cléac’h SSCC (ur. 11 marca 1915 w Dinéault we Francji, zm. 13 sierpnia 2012) – francuski duchowny rzymskokatolicki, sercanin biały, misjonarz, biskup Taiohae o Tefenuaenata.

## Biografia
18 grudnia 1943 Hervé Le Cléac’h otrzymał święcenia prezbiteriatu i został kapłanem Zgromadzenia Najświętszych Serc Jezusa i Maryi oraz Wieczystej Adoracji Najświętszego Sakramentu Ołtarza. W 1970 został administratorem diecezji Taiohae o Tefenuaenata.
1 marca 1973 papież Paweł VI mianował go biskupem Taiohae o Tefenuaenata. 24 czerwca 1973 przyjął sakrę biskupią z rąk arcybiskupa Papeete Michela Coppenratha. Współkonsekratorami byli emerytowany arcybiskup Nouméi Pierre-Paul-Émile Martin SM oraz biskup pomocniczy Wallis i Futuny Laurent Fuahea.
Bp Le Cléac’h przełożył na język markiski psalmy, kilku fragmentów Pisma Świętego i teksty liturgiczne. Tym samym język ten, obok francuskiego został językiem liturgicznym. Dążył do dwujęzyczności liturgii w swojej diecezji.
31 maja 1986 zrezygnował z biskupstwa. Zmarł 13 sierpnia 2012.